# 痛快ブック
『痛快ブック』（つうかいブック）は、かつて存在した日本の児童向け総合雑誌である。編集・発行芳文社。1953年9月創刊、1961年2月休刊。当初のキャッチコピーは「まんがと絵物語のカンズメ」。

## 略歴・概要
1953年（昭和28年）9月に創刊された。芳文社の先行する少年雑誌『野球少年』（第7巻第9号、1953年9月発行）に「まんがと絵物語のカンズメ」というキャッチフレーズで予告が掲載されている通り、漫画と絵物語とが掲載されていた。1954年（昭和29年）10月、同誌に掲載された『犯人は誰だ!!』『きそうてんがい』でつげ義春が漫画家としてデビューしている。つげはその後3年ほど常連執筆者だった。
末期（1960年1月）のキャッチコピーは、「ぜったい楽しめる日本一の少年雑誌」であった。
1961年（昭和36年）2月、同月に発行された第9巻第2号をもって、休刊した。

## おもな執筆者

### 漫画家・画家
- 相沢三郎
- 秋玲二
- 東信二
- あそうしょう六
- 飯塚よし照
- 石井勝利
- 石井きよみ
- 石井正美
- 石塚芳幸
- 石原豪人
- イズミ太郎
- 伊勢良夫
- いとうかずお
- 茨木啓一
- 岩井誠一
- 岩井泰三
- 岩田浩昌
- 岩谷修
- 植木金矢
- 梅田栄太郎
- 江藤ふみお
- 大石広計
- 大塚春男
- 大友朗
- 緒方武夫
- ヘンリー小田
- 面谷俊介

- 香川八景
- 柿田穣
- 影丸譲也
- 一峰大二
- 桂たろ
- 川原久仁於
- 岸本修
- 杵淵やすお
- 木下としお
- 木村光久
- 桑畑たかみち
- 栗原たかみ
- 古賀亜十夫
- 小林和郎
- 小林秀美
- 小松崎茂
- 小宮小次郎
- コン太郎

- 斉藤寿夫
- 佐藤広喜
- 坂上やすお
- 阪本牙城
- 笹川利之
- 佐々幸次郎
- 笹山しげる
- 椎名三郎
- 柴田みのる
- 下山長平
- 社領系明
- 白路徹
- 菅大作
- 鈴木登良次
- 関すすむ
- 関根成一
- 瀬越憲
- そのやましゅんじ（園山俊二）

- 大工原章
- 高木清
- 髙荷義之
- 武内つなよし
- 竹内寛行
- 竹田慎平
- 辰巳まさ江
- 棚下照生
- 千葉浩
- つげ義春
- つしま英一
- つのだじろう（角田次郎）
- 寺田ヒロオ
- 東海太郎
- 土佐野竜
- 戸次義人
- とむら八太郎
- 友田良二
- 豊田みのる

- 長嶋しげお
- 永島慎二
- 中村定男
- 中村猛男
- 那須一弘
- 鳴門たけし
- 西尾祐行

- 橋本よしはる
- 東村登
- 深尾徹也
- 福田三郎
- 福田三省（福田三生）
- 福田福助
- 藤木てるみ
- ベッキ義人
- 保谷よしぞう
- 堀江卓
- 堀万太郎

- 前谷惟光
- 益子かつみ
- 松崎光
- 松沢のぼる
- 三島みちひこ（三島通彦）
- 森田繁

- 矢島健三
- やじま利一
- 柳瀬茂
- 山口あきら
- 山口ゆうこう
- 山下俵平
- 山下寛
- 山田えいじ
- 山田保徳
- 山根赤鬼
- 山本秀史
- 湯浅利八
- 夢野凡天
- 横木健二
- 横山正雄
- 横山まさみち

- らち由敬

- 若月てつ
- 渡辺三千太郎

### 小説家
- 朝島靖之助
- 石原広文
- 五十公野清一
- 伊勢駒鳥
- 大坪草二郎
- 岡本茂夫
- 荻山春雄
- 越智文也

- 貝原昌明
- 河上清
- 木田朔生
- 絹川順啓
- 木屋進
- 楠田匡介
- 久米みのる
- 月光洗三

- ジョージ坂田
- 佐々木味津三
- 島久平
- 尺丈助
- 白木茂
- 瀬戸内寅雄

- 大乗寺三郎
- 高橋与一
- 高森朝雄（梶原一騎）
- 武田武彦
- 田郷弘
- 都築洋
- 富井照三

- 永瀬英一
- 中山光義
- 南部僑一郎
- 西田稔
- 西田靖
- 二反長半
- 根岸純一
- 野原完二郎

- 藤波秀夫
- 細島喜美
- 藤口透吾
- 伏見光晴
- 冬村砂男

- 牧竜介
- 真鍋元之
- 水島欣也
- 宮本吉次
- 宮本旅人
- 森いたる

- 山川金平

- 竜崎光

## おもな別冊付録
- スリラーまんが『七つの墓場』、つげ義春、9月号（第5巻第9号）、1957年8月1日発行[5]
- 痛快忍術まんが『霞の三郎』、棚下てるお、11月号（第6巻第11号）、1958年9月1日発行[6]
- 熱血まんが『事件カメラマン』、一峰大二、8月号（第7巻第8号）、1959年7月1日発行[7]